# أبو سبيت
أبو سبيت، قرية فلسطينية تقع على بعد 8 كيلومتر من المخرج الغربي لمدينة بئر السبع على بعد 2 كيلومتر من الجهة الشمالية لشارع 25، وعلى بعد 1 كيلومتر من شمالي القرية يمر شارع 310 الذي يصل مفرق لهافيم مع مفرق هناسي.

## معلومات إضافية
يعرف البدو المنطقة باسم كركور أو المعقد، وتبلغ مساحتها حوالي 120 دونم.
يسكنها حوالي 220 نسمة [بحاجة لمصدر] وكلهم قد كانو قطنوا المنطقة منذ عام 1987 بناء على تصريح من السلطات الاسرائلية. والدولة لا تعترف بالقرية وهي معرضة للاخلاء في أي وقت[بحاجة لمصدر]، ولكن السبب الذي يمنع السلطات من إخلاء هذه القرية هو عدم وجود مكان بديل لإيواء سكانها.

## مشاكل القرية
تفتقر القرية إلى الخدمات الاساسية كالطرقات والصرف الصحي وأيضا يواجه أهل القرية مصاعب في الحصول على المياه، يتلقى أبناء هذه القرية تعليمهم في مدينة رهط.
وقد حدثت في الآونة الاخيرة مفاوضات ونقاشات بين السلطات واهل القرية حول نقلهم إلى مكان آخر تتوفر فيه ظروف معيشية أفضل.